# Louis Trintignant
Louis-Aimé Trintignant, dit Louis Trintignant, né le 17 mai 1903 à Pont-Saint-Esprit et mort le 20 mai 1933 à Péronne, est un pilote automobile français sur circuit.

## Biographie
Viticulteur à Châteauneuf-du-Pape, il est l'un des trois frères aînés du futur pilote de Formule 1 Maurice Trintignant.
Il meurt en mai 1933 au volant de sa Bugatti Type 35 lors des essais du Grand Prix de Picardie : en voulant éviter un gendarme, il percute une borne kilométrique. Le lendemain au 12e passage en course Guy Bouriat se tue en percutant un arbre lors du dépassement d’un concurrent, pratiquement au même endroit, peu après avoir battu le record du tour durant son duel avec Philippe Etancelin, le futur vainqueur sur Alfa Romeo 8C 2300.
Une stèle Bouriat-Trintignant est désormais visible à Estrées-Mons, au croisement des N29 et D937.

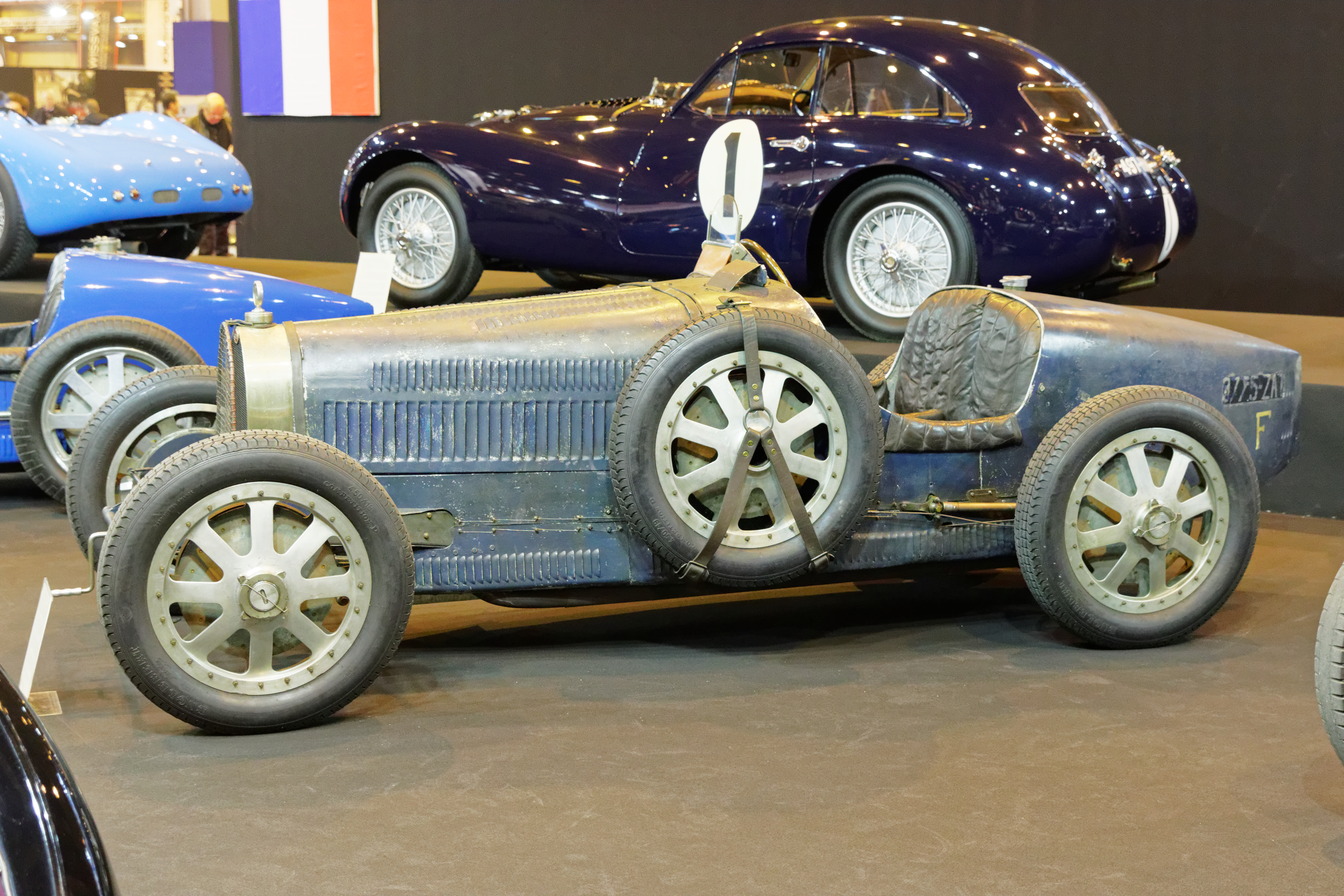
Bugatti Type 35 C Grand Prix Trintignant (1931).

## Palmarès
- 1er Grand Prix de Brignoles en 1931, <1.5L sur Amilcar (et meilleur tour en course)[3];
- Course 2L. du 1er Grand Prix de Lorraine en 1932, sur Bugatti T35C (course interrompue après le décès de trois spectateurs);
- Course 2 du Circuit de vitesse de Nice en 1932, <2L. sur Bugatti T35C (meilleur tour en course);
- Course de côte de Grabels (nord-ouest de Montpellier) en 1932, sur Bugatti T35C[4]; − 
  - 2e du 1er Trophée de Provence en 1932, <2L. sur Bugatti T35C (meilleur tour en course, et 5e au temps global final);
  - 4e du 3e Circuit du Cap d'Antibes en 1932, sur Bugatti T35C;
  - 5e du 2e Grand Prix d'Oranie en 1932, sur Bugatti T35C;
  - 6e du 2e Grand Prix de Pau en 1933, sur Bugatti T35C.